# هلن مک‌کارتی
هلن مک‌کارتی (انگلیسی: Helen McCarthy؛ زادهٔ ۲۷ فوریهٔ ۱۹۵۱) روزنامه‌نگار و نویسنده اهل بریتانیا است. وی به همراه جاناتان کلمنتز در تهیه کتاب‌های مرجع زیادی درباره صنعت انیمه نقش داشته است. تاسیس دانشنامه انیمه از جمله فعالیت‌های مک‌کارتی در این زمینه است.